# Granat M7
M7 (ABC-M7) – amerykański granat chemiczny wypełniony bojowym środkiem trującym służący głównie do rozpraszania tłumów. Po rzucie wytwarza chmurę drażniącego gazu utrzymującą się przez 20–60 s (M7, M7A1) lub 15–35 s (M7A2, M7A3).

## Budowa
Granat ma blaszany cylindryczny korpus w kolorze szarym z czerwonymi oznakowaniem i paskiem. Nie ma dodatkowej zawleczki bezpieczeństwa.
- M7 – ma sześć otworów emisyjnych na wierzchu i dwa rzędy dziewięciu otworów wzdłuż granatu. Zawiera 10,25 oz (290,6 g) chloroacetofenonu (CN). Waży 17 oz (482 g)[2].
- M7A1 – ma cztery otwory emisyjne na wierzchu i jeden na spodzie. Zawiera 12,5 oz (354,4 g) CN. Waży 18,5 oz (524,5 g)[2].
- M7A2 – otwory emisyjne jak w M7A1. Zawiera 3,5 oz (99,2 g) CS w kapsułkach żelatynowych i 5,5 oz (155,9 g) mieszaniny zapłonowej. Waży ok. 15,5 oz (439,4 g)[2].
- M7A3 – otwory emisyjne jak w M7A1. Zawiera 4,5 oz (127,6 g) peletyzowanego CS i 7,5 oz (212,6 g) mieszaniny zapłonowej. Waży ok. 15,5 oz (439,4 g)[2].